# Phanera foraminifera
Phanera foraminifera là một loài thực vật có hoa trong họ Đậu. Loài này được (Gagnep.) de Wit miêu tả khoa học đầu tiên năm 1956.